# The Dead Walk
The Dead Walk — третій студійний альбом американського металкор-гурту The Acacia Strain. Запис було спродюсовано Адамом Дуткевичем із Killswitch Engage та самими учасниками гурту. Це перший альбом гурту записаний за участі нового ударника Кевіна Боутота та останній записаний за участі бас-гітариста Сета Коулмана і гітариста Даніеля Дапонде.
Перед виходом альбом спочатку називався Victims та мав вийти 21 березня 2006 року. Згодом назву альбому змінили на нинішню, а дату випуску альбому перенесли. Альбом вийшов 13 червня 2006 року, виданий лейблом Prosthetic Records.

## Список композицій
| #     | Назва                  | Тривалість |
| ----- | ---------------------- | ---------- |
| 1.    | «Sarin: The End»       | 0:28       |
| 2.    | «Burnface»             | 2:33       |
| 3.    | «4X4»                  | 2:25       |
| 4.    | «As If Set Afire»      | 3:14       |
| 5.    | «Angry Mob Justice»    | 2:50       |
| 6.    | «Whoa! Shut It Down!»  | 2:58       |
| 7.    | «See You Next Tuesday» | 3:15       |
| 8.    | «The Demolishor»       | 3:11       |
| 9.    | «Pity»                 | 3:45       |
| 10.   | «Predator; Never Prey» | 3:31       |
| 11.   | «The Dead Walk»        | 3:47       |
| 31:57 |                        |            |

## Чарти
| Чарт (2006)                            | Найвища позиція |
| -------------------------------------- | --------------- |
| США Top Heatseekers Albums (Billboard) | 40              |
| США Independent Albums (Billboard)     | 47              |